# Amadora
Amadora – miejscowość w Portugalii, leżąca w dystrykcie Lizbona, w regionie Lizbona w podregionie Grande Lizbona. Miejscowość jest siedzibą gminy o tej samej nazwie.
W mieście rozwinął się przemysł spożywczy, odzieżowy oraz materiałów budowlanych.

## Demografia
| Liczba ludności gminy Amadora (1981–2011) | Liczba ludności gminy Amadora (1981–2011) | Liczba ludności gminy Amadora (1981–2011) | Liczba ludności gminy Amadora (1981–2011) | Liczba ludności gminy Amadora (1981–2011) |
| ----------------------------------------- | ----------------------------------------- | ----------------------------------------- | ----------------------------------------- | ----------------------------------------- |
| 1981                                      | 1991                                      | 2001                                      | 2004                                      | 2004                                      |
| 163 878                                   | 181 774                                   | 175 872                                   | 176 239                                   | 175 135                                   |

## Sołectwa
Ludność wg stanu na 2011 r.
- Alfornelos - 10 439 osób
- Alfragide - 9904 osoby
- Brandoa - 17 805 osób
- Buraca - 16 081 osób
- Damaia - 20 894 osoby
- Falagueira - 14 530 osób
- Mina - 17 977 osób
- Reboleira - 14 344 osoby
- São Brás - 26 263 osoby
- Venda Nova - 8359 osób
- Venteira - 18 539 osób